# Cầu diệp tixier
Cầu diệp tixier (danh pháp hai phần: Bulbophyllum tixieri) là một loài phong lan thuộc chi Bulbophyllum. Đây là loài đặc hữu của Việt Nam.